# Alexis-Joseph Depaulis
Pour les articles homonymes, voir Depaulis.
Alexis-Joseph Depaulis, né le 30 août 1790 à Paris et mort à Paris 6e le 15 septembre 1867, est un sculpteur et médailleur français.

## Biographie
Alexis Joseph Depaulis, fils de Joseph Depaulis, perruquier, et de Marie Angélique Bréard, a été baptisé le 1er septembre 1790 à l’église Saint-Roch. Il était né deux jours avant, soit le 30 août 1790 (et non 1792, qui est une erreur de son dossier de Légion d’honneur).
Alexis-Joseph Depaulis fut l'élève d'Andrieux et de Cartier. Il entra à École nationale supérieure des beaux-arts en 1813 et exposa au Salon de peinture et de sculpture de 1815 à 1855.
Parmi ses médailles, on peut citer : Cadmus combattant le serpent, Mariage chrétien (1824), Vénus de Milo (1827), L'Avènement du roi Louis-Philippe Ier (1830).
Depaulis a réalisé des médailles pour la Galerie métallique des grands hommes français. Il réunit une collection de moulages, de médailles et de sceaux qui sont conservées à Paris, les unes au musée du Louvre, les autres à l'École des beaux-arts de Paris.
Il est l'auteur du Monument de Pierre Corneille à Rouen (1835), de la Fondation du musée de Versailles (1839) et de la Prise de Saint-Jean-d'Ulloa (1855).
Il signait ses médailles « Depaulis F. »
Il est nommé chevalier de la Légion d'honneur en 1834.

## Distinctions
- Chevalier de la Légion d'honneur (1834)

## Collections publiques
- Musée des beaux-arts de Chartres : médaillon en marbre de Louis-Philippe Ier.

## Galerie

Médailles par Alexis-Joseph Depaulis
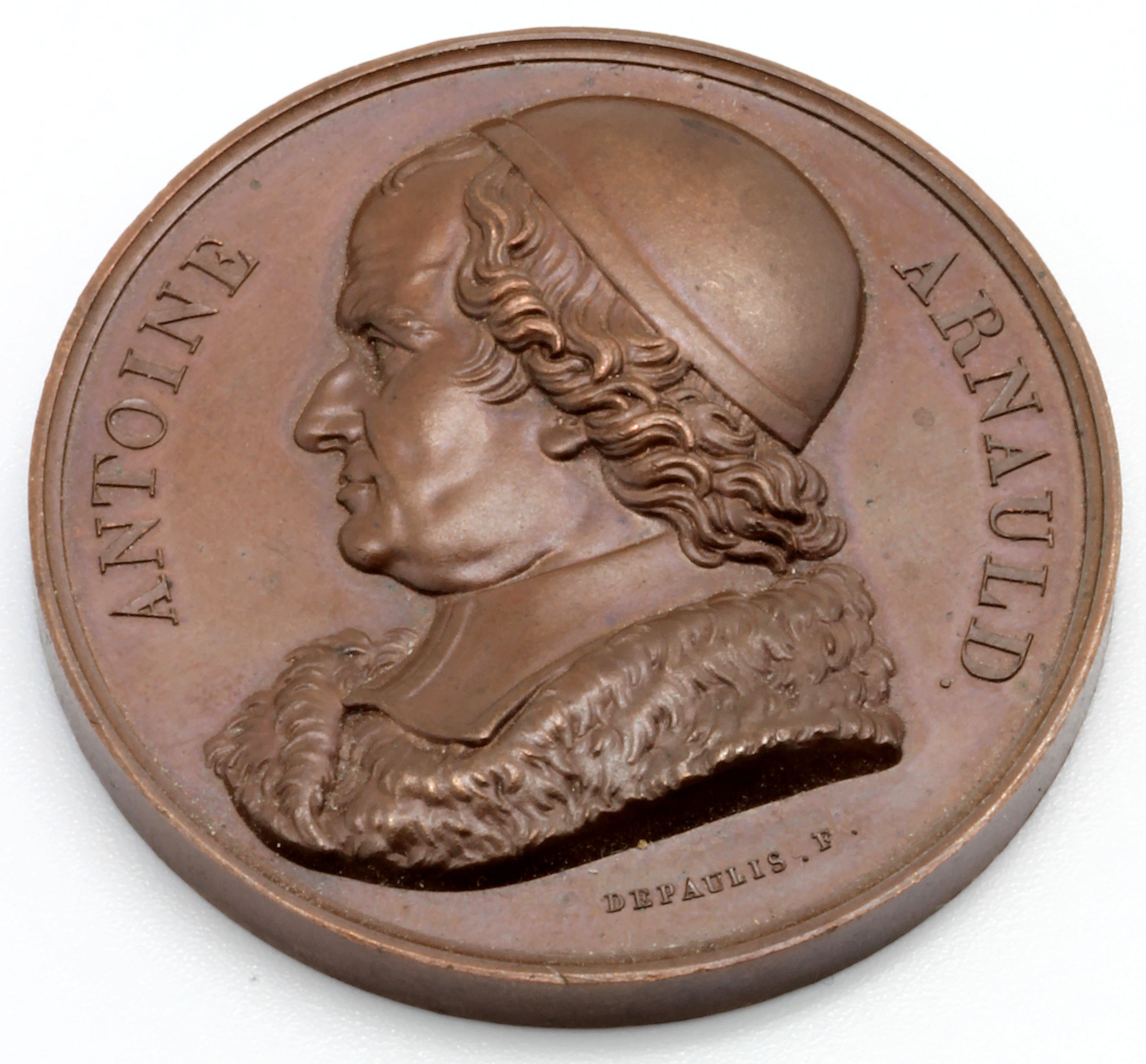
Antoine Arnauld, Galerie métallique des grands hommes français, avers.
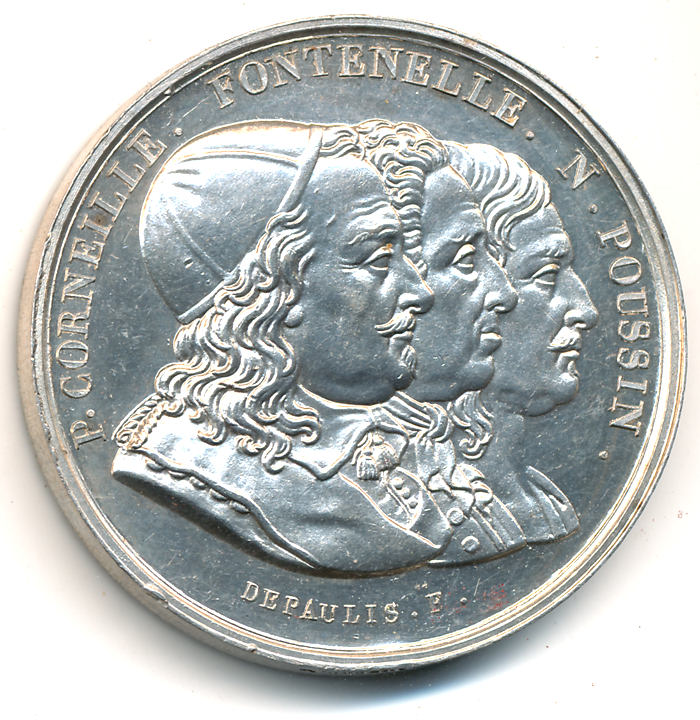
Académie de Rouen 1744, Corneille, Fontenelle, Poussin, argent, 33 mm.
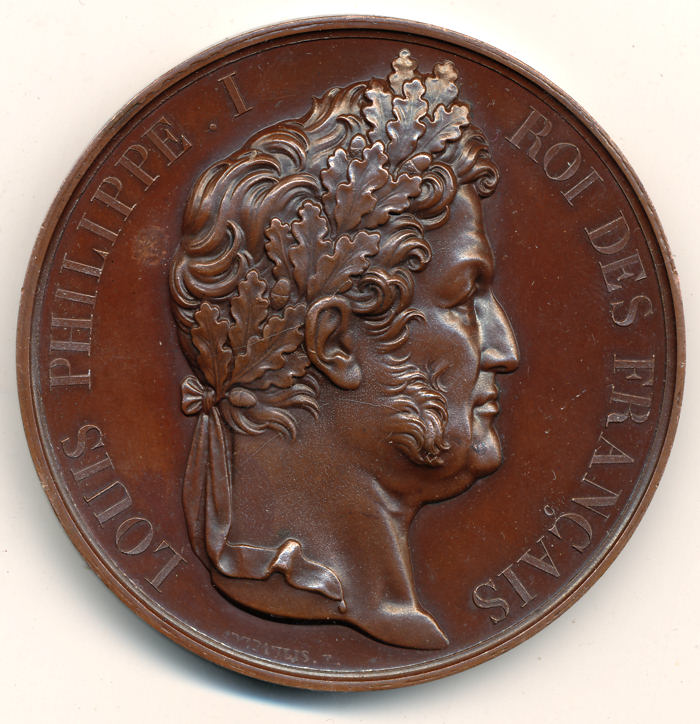
Louis-Philippe, bronze, 57 mm.
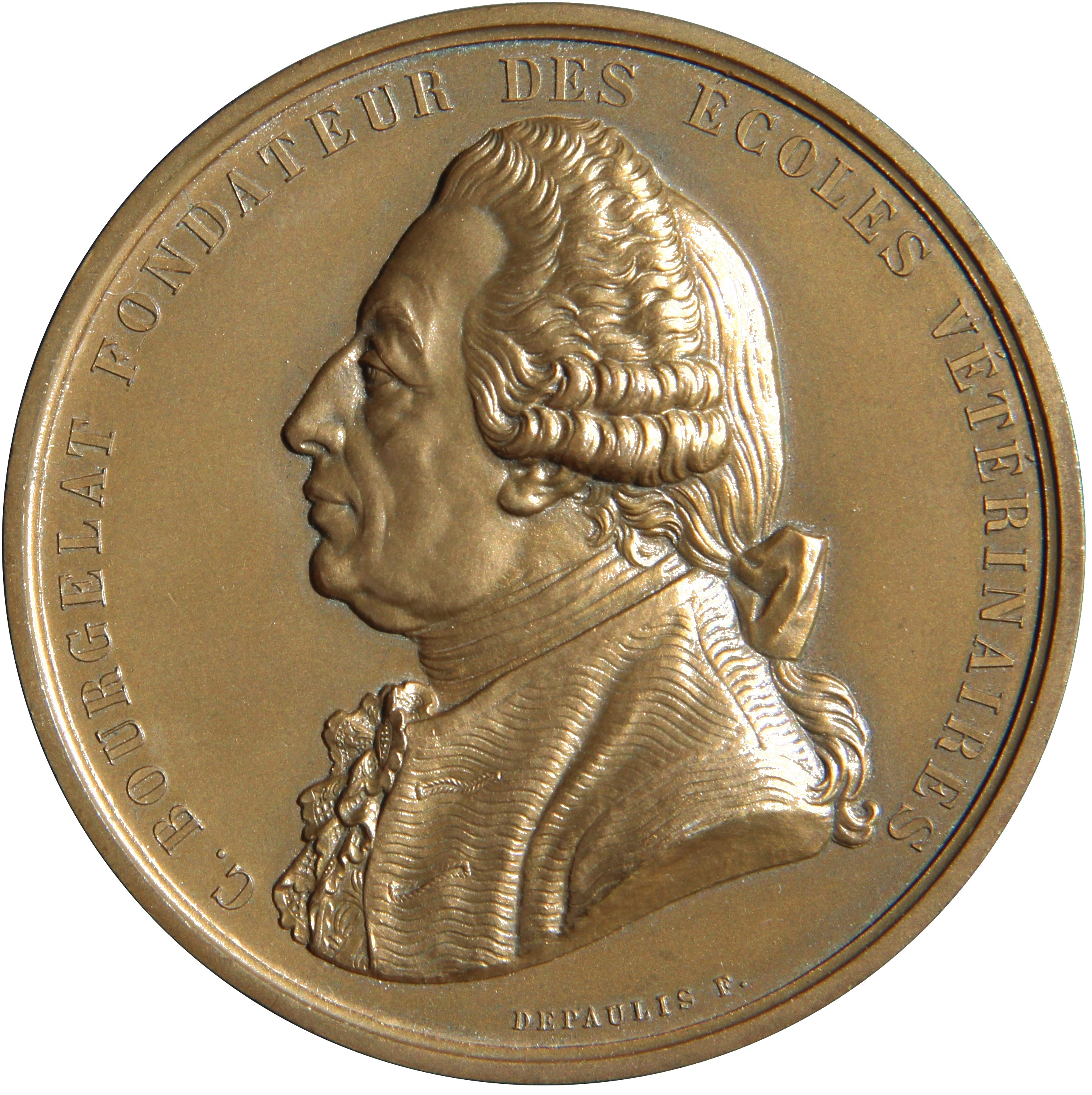
Claude Bourgelat (1712-1779), fondateur des Écoles vétérinaires françaises.